# Wolfgang Junker

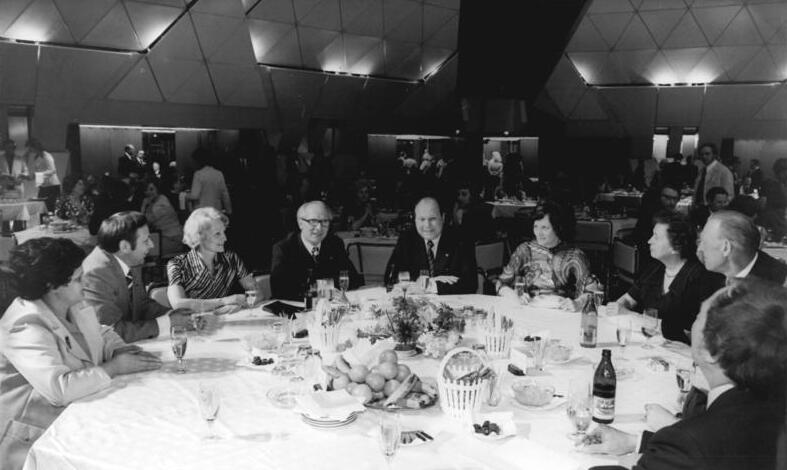
Wolfgang Junker (5. von links) bei der Eröffnung des Palastes der Republik, Berlin 1976

Wolfgang Junker (* 23. Februar 1929 in Quedlinburg; † 9. April 1990 in Berlin) war Minister für Bauwesen der DDR.

## Leben

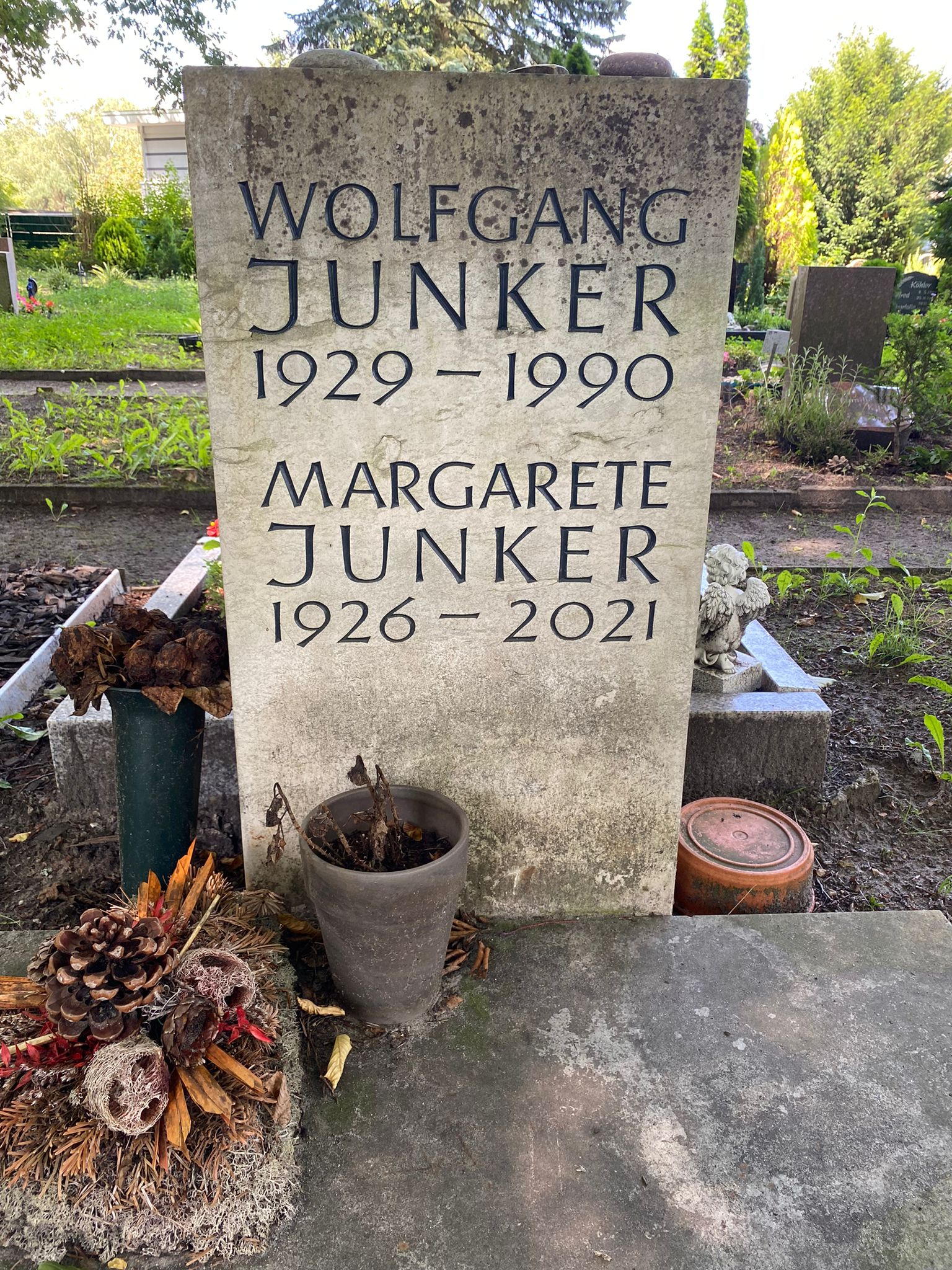
Grabstätte auf dem Waldfriedhof Grünau

Junker war von 1939 bis 1945 Mitglied des Jungvolks und der HJ. Nach Besuch der Volks- und Mittelschule absolvierte er 1945 eine Maurerlehre und arbeitete bis 1949 als Maurer in Quedlinburg.
1949 trat er der Sozialistischen Einheitspartei Deutschlands bei und studierte bis 1952 an der Ingenieurschule für Bauwesen in Osterwieck. Von 1952 bis 1953 war er Bauleiter beim Bau der Stalinallee in Berlin und bis 1954 bei der Bau-Union Nord in Glowe. Danach war er Direktor von Volkseigenen Betrieben: von 1955 bis 1957 beim VEB Bagger- und Förderarbeiten Berlin und von 1958 bis 1961 beim VEB Industriebau Brandenburg. Von 1961 bis 1963 war er Stellvertreter und von 1963 bis 1989 Minister für Bauwesen der DDR.
Seit 1967 war er Kandidat und seit 1971 Mitglied des Zentralkomitees der SED und von 1976 bis 1989 Abgeordneter der Volkskammer. Von 1972 bis 1989 war er Vorsitzender der DDR-Delegation, ab 1973 auch Vorsitzender der ständigen Kommission des RGW für Zusammenarbeit im Bauwesen.
Im Oktober 1979 war Junker das erste offizielle Regierungsmitglied der DDR, das die Bundesrepublik besuchte und mit Bundesbauminister Dieter Haack und Staatsminister Hans-Jürgen Wischnewski zu Gesprächen zusammentraf.
Im November 1989 trat er mit der Regierung Willi Stoph zurück. Im Januar und Februar 1990 war er wegen des Verdachtes auf Amtsmissbrauch in Untersuchungshaft. Am 9. April 1990 ging er in den Freitod. Beigesetzt wurde er auf dem Waldfriedhof Grünau.
Junker wurde 1969 mit dem Vaterländischen Verdienstorden in Gold, 1979 mit der Ehrenspange zu diesem Orden, 1976 mit dem Karl-Marx-Orden und 1984 mit dem Stern der Völkerfreundschaft in Gold sowie 1989 mit dem Großen Stern der Völkerfreundschaft ausgezeichnet.

## Schriften
- Neues ökonomisches System im Bauwesen und Durchführung der Investitionspolitik. Berlin 1965.
- Das Wohnungsbauprogramm der DDR für die Jahre 1976–90. Berlin 1973.
- Aktuelle Entwicklungsprobleme des Bauwesens in der DDR. Berlin 1976.